# Дизање тегова на Летњим олимпијским играма 2012 — преко 75 кг за жене
Такмичење у дизању тегова у категорији преко 75 кг у женској конкуренцији на Олимпијским играма 2012. је одржано 5. августа у лондонском Ексел центру са почетком у 15:30 часова. Ово такмичење је одржано као тринаеста од петнаест дисциплина програма дизања тегова.

## Систем такмичења
Свака дисциплина дизања тегова се састоји од два дела. У првом делу се тег диже из једног потеза са земље до изнад главе (трзај), а у другом делу се, углавном са већим тежинама, тег диже до изнад колена у једном трзају при чему се дизач обично спушта на кољена да би себи олакшао, затим диже на рамена опет спуштајући се према земљи и практично дижући тег ногама, и на крају увис, опет се помажући ногама (избачај). Сваки такмичар има право на три покушаја у сваком од ова два начина дизања. Сабирање резултата у ова два начина дизања тегова, добија се укупни резултат на основу којег се добија коначан пласман.
Светски и олимпијски рекорди се воде одвојено у оба начина и укупно.

## Земље учеснице
Учествовало је 14 такмичарки из 13 земаља.
1. Гана (1)
2. Гватемала (1)
3. Египат (1)
4. Еквадор (1)
5. Јапан (1)
6. Јерменија (1)
7. Јужна Кореја (1)
8. Кина (1)
9. Кукова Острва (1)
10. Нигерија (1)
11. Русија (1)
12. Самоа (1)
13. Сједињене Америчке Државе (2)

## Рекорди пре почетка такмичења
(стање 4. августа 2012.)
| Светски рекорд     | Трзај   | Татјана Каширина | Русија       | 148 кг | Белгород, Русија     | 18. децембар 2011.  |
| Светски рекорд     | Избачај | Jang Mi-ran      | Јужна Кореја | 187 кг | Гојанг, Јужна Кореја | 20. септембар 2010. |
| Светски рекорд     | Укупно  | Џоу Лулу         | Кина         | 328 кг | Париз, Француска     | 13. новембар 2011.  |
| Олимпијски рекорди | Трзај   | Jang Mi-ran      | Јужна Кореја | 140 кг | Пекинг, Кина         | 16. август 2008.    |
| Олимпијски рекорди | Избачај | Jang Mi-ran      | Јужна Кореја | 186 кг | Пекинг, Кина         | 16. август 2008.    |
| Олимпијски рекорди | Укупно  | Jang Mi-ran      | Јужна Кореја | 326 кг | Пекинг, Кина         | 16. август 2008.    |

## Рекорди после такмичења
| Светски рекорд     | Трзај   | Татјана Каширина | Русија | 149 кг | Лондон, Уједињено Краљевство | 5. август 2012. |
| Светски рекорд     | Трзај   | Татјана Каширина | Русија | 151 кг | Лондон, Уједињено Краљевство | 5. август 2012. |
| Светски рекорд     | Укупно  | Татјана Каширина | Русија | 332 кг | Лондон, Уједињено Краљевство | 5. август 2012. |
| Светски рекорд     | Укупно  | Џоу Лулу         | Кина   | 333 кг | Лондон, Уједињено Краљевство | 5. август 2012. |
| Олимпијски рекорди | Трзај   | Џоу Лулу         | Кина   | 142 кг | Лондон, Уједињено Краљевство | 5. август 2012. |
| Олимпијски рекорди | Трзај   | Татјана Каширина | Русија | 149 кг | Лондон, Уједињено Краљевство | 5. август 2012. |
| Олимпијски рекорди | Трзај   | Џоу Лулу         | Кина   | 333 кг | Лондон, Уједињено Краљевство | 5. август 2012. |
| Олимпијски рекорди | Избачај | Џоу Лулу         | Кина   | 187 кг | Лондон, Уједињено Краљевство | 5. август 2012. |
| Олимпијски рекорди | Укупно  | Џоу Лулу         | Кина   | 327 кг | Лондон, Уједињено Краљевство | 5. август 2012. |

## Освајачице медаља
| Место | Такмичар          | Земља     |
| ----- | ----------------- | --------- |
|       | Џоу Лулу          | Кина      |
|       | Татјана Каширина  | Русија    |
|       | Рипсиме Хуршудјан | Јерменија |

## Резултати
| Позиција | Такмичарка                             | Тежина | Трзај (кг) | Трзај (кг) | Трзај (кг) | Трзај (кг) | Избачај (кг) | Избачај (кг) | Избачај (кг) | Избачај (кг) | Укупно     |
| Позиција | Такмичарка                             | Тежина | 1          | 2          | 3          | Резултат   | 1            | 2            | 3            | Резултат     | Укупно     |
| -------- | -------------------------------------- | ------ | ---------- | ---------- | ---------- | ---------- | ------------ | ------------ | ------------ | ------------ | ---------- |
|          | Џоу Лулу Кина                          | 130,83 | 142        | 146        | 146        | 146        | 181          | 187          | 190          | 187          | 333 СР, ОР |
|          | Татјана Каширина Русија                | 102,31 | 144        | 149        | 151        | 151        | 175          | 181          | 187          | 181          | 332 СР     |
|          | Рипсиме Хуршудјан Јерменија            | 87,58  | 124        | 128        | 132        | 128        | 158          | 166          | 166          | 166          | 294        |
| 4        | Jang Mi-ran Јужна Кореја               | 118,07 | 120        | 125        | 129        | 125        | 158          | 164          | 170          | 164          | 289        |
| 5        | Nahla Ramadan Египат                   | 105.51 | 122        | 125        | 125        | 122        | 150          | 155          | 158          | 155          | 277        |
| 6        | Ele Opeloge Самоа                      | 124,89 | 117        | 122        | 122        | 117        | 145          | 150          | 155          | 150          | 267        |
| 7        | Сара Роблес Сједињене Америчке Државе  | 124,35 | 114        | 118        | 120        | 120        | 144          | 145          | 145          | 145          | 265        |
| 8        | Oliba Nieve Еквадор                    | 97,43  | 113        | 117        | 120        | 117        | 138          | 138          | 142          | 138          | 255        |
| 9        | Мами Шимамото Јапан                    | 105,90 | 103        | 107        | 110        | 110        | 138          | 143          | 146          | 143          | 253        |
| 10       | Холи Манголд Сједињене Америчке Државе | 157,04 | 105        | 105        | 110        | 105        | 135          | 140          | 140          | 135          | 240        |
| 11       | Астрид Кампосеко Гватемала             | 88,52  | 87         | 91         | 93         | 93         | 112          | 115          | 117          | 115          | 208        |
| 12       | Луиза Петерс Кукова Острва             | 88,58  | 74         | 78         | 82         | 82         | 95           | 100          | 105          | 100          | 182        |
| 13       | Алберта Ампома Гана                    | 78,53  | 70         | 70         | 73         | 73         | 97           | 97           | 101          | 101          | 174        |
| —        | Марјам Усман Нигерија                  | 120,79 | 125        | 129        | 133        | 129        | 160          | 160          | 160          | —            | —          |